# Denis McDonough

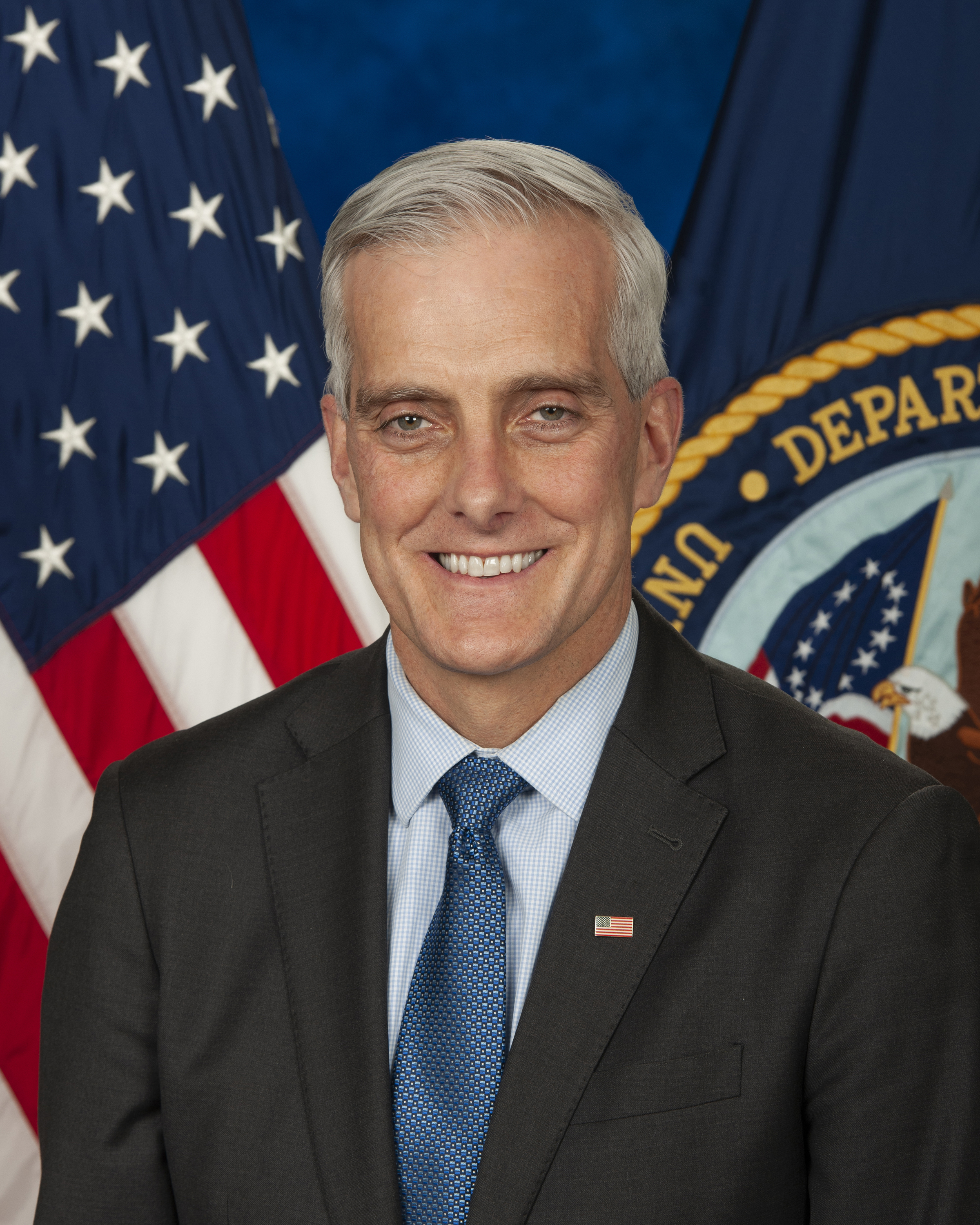
Denis McDonough

Denis Richard McDonough (* 2. Dezember 1969 in Stillwater, Minnesota) ist ein US-amerikanischer Außenpolitiker und war außenpolitischer Berater der US-Regierung unter Präsident Obama, in der er von 2010 bis 2013 als Deputy National Security Advisor (stellvertretender Nationaler Sicherheitsberater) diente. In der Zeit von Januar 2013 bis Januar 2017 war er anschließend der 26. Stabschef des Weißen Hauses. Vom 9. Februar 2021 bis 20. Januar 2025 war er Kriegsveteranenminister der Vereinigten Staaten.

## Jugend und Ausbildung
McDonough wurde als eines von elf Kindern des Ehepaares William und Kathleen McDonough katholisch erzogen. In seiner Jugend besuchte McDonough die Saint John’s University in Collegeville, wo er als Safety im Johnnies-Footballteam von Hall of Fame-Trainer John Gagliardi spielte. 1992 schloss er sein Grundstudium in Geschichte mit der Bestnote summa cum laude ab und erwarb zudem einen Abschluss in Spanisch. Nach seinem Abschluss reiste McDonough einige Zeit durch Lateinamerika und unterrichtete unter anderem an einem Gymnasium in Belize. Hiernach begann er sein Hauptstudium an der Georgetown University, wo ihm 1996 von der Edmund A. Walsh School of Foreign Service 1996 ein Master of Science in Foreign Service (MSFS) verliehen wurde.

## Beruflicher Werdegang
Von 1996 bis 1999 arbeitete McDonough als Hilfskraft für das House International Relations Committee, wo er sich auf sein Spezialgebiet Lateinamerika konzentrierte. Danach diente McDonough Senator Tom Daschle aus South Dakota als außenpolitischer Berater, wurde jedoch nach Daschles Wiederwahl-Niederlage im Jahr 2004 legislativer Direktor des neu gewählten Senators Ken Salazar aus Colorado. Später im Jahr 2004 war McDonough Senior Fellow am progressiven Think Tank Center for American Progress. Infolge der Reaktivierung von Senator Barack Obamas oberstem außenpolitischen Berater, US Navy-Reservist Mark Lippert, rekrutierte dieser McDonough als Vertretung während seines Einsatzes im Irakkrieg. Diese Zusammenarbeit wurde auch während Obamas Wahlkampagne für die US-Präsidentschaftswahl 2008 fortgesetzt.
Nach Obamas Wahl trat McDonough der Regierung als Vorsitzender der Abteilung für Strategische Kommunikation des Nationalen Sicherheitsrats bei, in dem er ebenfalls als Stabschef diente.
Am 22. Oktober 2010 verkündete Präsident Obama, dass McDonough Thomas E. Donilon als Deputy National Security Advisor (Stellvertretender Berater für nationale Sicherheit) ersetzen würde, der den Posten aufgab, um General James L. Jones als Berater für nationale Sicherheit zu ersetzen. McDonough war während der Militäroperation der US Navy Seals, die im Mai 2011 den Tod Osama bin Ladens zur Folge hatte, im Situation Room des Weißen Hauses anwesend und auch auf dem berühmt gewordenen zugehörigen Foto Situation Room zu sehen. Am 25. Januar 2013 ernannte Präsident Obama McDonough schließlich zum Stabschef des Weißen Hauses, nachdem der bisherige Inhaber dieses Postens, Jack Lew, am 10. Januar 2013 durch Obama als Finanzminister (Secretary of the Treasury) nominiert worden war.
Im November 2020 nominierte der gewählte Präsident Joe Biden ihn als Kriegsveteranenminister in seinem künftigen Kabinett. Diese Entscheidung wurde am 8. Februar 2021 vom US-Senat bestätigt. McDonough wurde am 9. Februar 2021 vereidigt und trat anschließend sein Amt an.